# Effetto Matilda

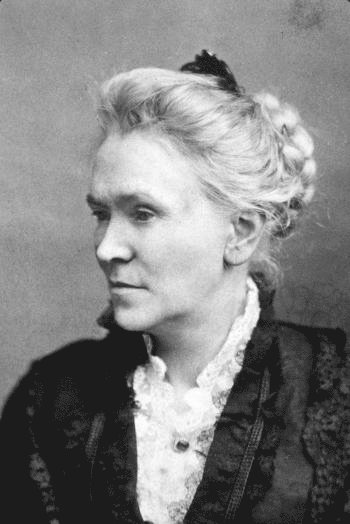
Matilda Joslyn Gage

L'effetto Matilda è un fenomeno per il quale, specialmente in campo scientifico, il risultato del lavoro di ricerca compiuto da una donna viene in tutto o in parte attribuito ad un uomo.

## Storia
La prima a descrivere tale effetto è stata la storica della scienza Margaret W. Rossiter nel 1993. Il nome viene dall'attivista statunitense per il suffragio femminile Matilda Joslyn Gage, autrice di numerosi scritti filosofici. Analizzando oltre 1.000 articoli pubblicati nel periodo 1991-2005 su varie riviste scientifiche, l'effetto Matilda è apparso un'evidente ipotesi di ricerca: i lavori realizzati da scienziate hanno avuto meno citazioni di analoghi lavori realizzati dai colleghi uomini. Il sesso dell'autore avrebbe influito quindi sulla diffusione del suo lavoro di ricerca.

## Esempi
A sostegno di questa ipotesi vengono citati alcuni esempi:
- Alice Augusta Ball (1892-1916) scoprì il più efficace trattamento disponibile contro la lebbra fino agli anni quaranta del Novecento. Morì prima di poterlo mettere a punto. Il chimico e presidente dell'Università nella quale la Ball conduceva la ricerca pubblicò il risultato a suo nome senza darle credito e il procedimento fu nominato "metodo Dean". Nel 1922 Harry T. Hollmann, dottore con il quale la Ball lavorò in ambito della sua ricerca, pubblicò un articolo per rimediare all'ingiustizia, accreditando a Ball il lavoro e rinominando il metodo "metodo Ball". Negli anni settanta, Kathryn Takara e Stanley Ali, professori all'Università delle Hawaii , ricercarono gli archivi e riuscirono a mostrare gli sforzi e successi della ricercatrice.
- Rosalind Franklin condusse un lavoro di ricerca sulle immagini di diffrazione a raggi X del DNA che portò alla scoperta della doppia elica del DNA. I suoi dati vennero effettivamente utilizzati per permettere a James Dewey Watson, Francis Crick e Maurice Wilkins di formulare l'ipotesi riguardante la struttura del DNA, nel 1953. Quanto si scoprì in seguito dimostrò che lei aveva di fatto individuato la forma dell'elica del DNA, tuttavia il suo lavoro non venne mai valorizzato come quello dei colleghi maschi, che vinsero per questo il premio Nobel nel 1962.[2][3]
- Esther Lederberg (1922-2006) scoprì due elementi chiave (replica plate method e F factor) nell'ottenimento del Nobel di suo marito Joshua Lederberg. Non le fu riconosciuto il suo ruolo nella ricerca né dall'accademia né da suo marito.
- Nettie Stevens fece studi di laboratorio dimostrando che il sesso di un organismo è determinato dai suoi cromosomi, partendo dall'osservazione dei moscerini della frutta.[4] La scoperta della Stevens ha poi permesso a Thomas Hunt Morgan di ottenere nel 1933 il premio Nobel ma il lavoro della scienziata non ottenne mai il riconoscimento che le sarebbe stato dovuto.[5] Solo nel 1994 è stata inserita nella National Women's Hall of Fame.
- Lise Meitner fu una fisica austriaca che collaborò, nel corso della sua vita, con alcuni dei più importanti scienziati del suo tempo come Max Planck, Otto Hahn, Albert Einstein, Marie Curie, Fritz Strassmann ed Otto Robert Frisch. Quando nel 1945 Otto Hahn vinse il premio Nobel per la chimica Meitner venne ignorata, malgrado avesse lavorato trent'anni col chimico tedesco e gli avesse permesso di raggiungere quel risultato anche col suo lavoro.
- Pure Marietta Blau fu una fisica austriaca. Studiò fisica e matematica presso l'Università di Vienna e con le sue ricerche nel campo dei raggi cosmici permise significativi passi avanti nella ricerca. A lei si deve una parte importante dello sviluppo del metodo fotografico per il rilevamento delle particelle tuttavia, dopo l'Anschluss del 1938, venne costretta a lasciare Vienna e solo Cecil Frank Powell poté, qualche anno più tardi, utilizzare il suo lavoro nelle sue ricerche per lo sviluppo del metodo fotografico nello studio dei processi nucleari, sino ad ottenere per questo il più importante riconoscimento, il premio Nobel per la fisica 1950. Tale premio avrebbe dovuto essere condiviso con la Blau per il suo contributo decisivo alle ricerche.[6]
- Jocelyn Bell è un'astrofisica britannica scopritrice, con il suo relatore di tesi Antony Hewish, della prima pulsar. Solo Hewish vinse, per la scoperta, il premio Nobel per la fisica nel 1974, anche se lei ha ottenuto comunque altri importantissimi riconoscimenti.
- Mileva Marić, prima moglie di Albert Einstein, fu la prima ragazza ad aver studiato al liceo di Zagabria e la quinta donna iscritta al Politecnico federale di Zurigo. Alcuni studiosi hanno argomentato che Mileva avrebbe collaborato in maniera decisiva alla stesura dei lavori sulla teoria della relatività, basandosi sullo studio della corrispondenza fra Mileva e Albert[7][8] e sul fatto che la prima versione degli articoli più famosi di Albert Einstein sembra fossero firmati da un certo "Einstein-Marity" (versione ungherese del cognome Marić)[9]. Tuttavia, questi manoscritti sono andati perduti[7].

### Effetto San Matteo
L'effetto Matilda è legato concettualmente all'effetto San Matteo, che è stato osservato nella comunità scientifica ed è stato descritto da Robert K. Merton. Secondo tale effetto gli scienziati che raggiungono il successo nei primi anni della propria carriera in seguito pubblicano con molta più facilità i loro lavori, quindi, a parità di abilità e di ogni altro fattore, ottengono maggior credibilità. Questo viene considerato un esempio di ingiustizia nel mondo accademico, poiché influisce poi sulle possibilità di ottenere riconoscimenti quando, a livello professionale, si raggiungono risultati oggettivamente importanti.